# Analyse d'image
Pour les articles homonymes, voir Analyse.

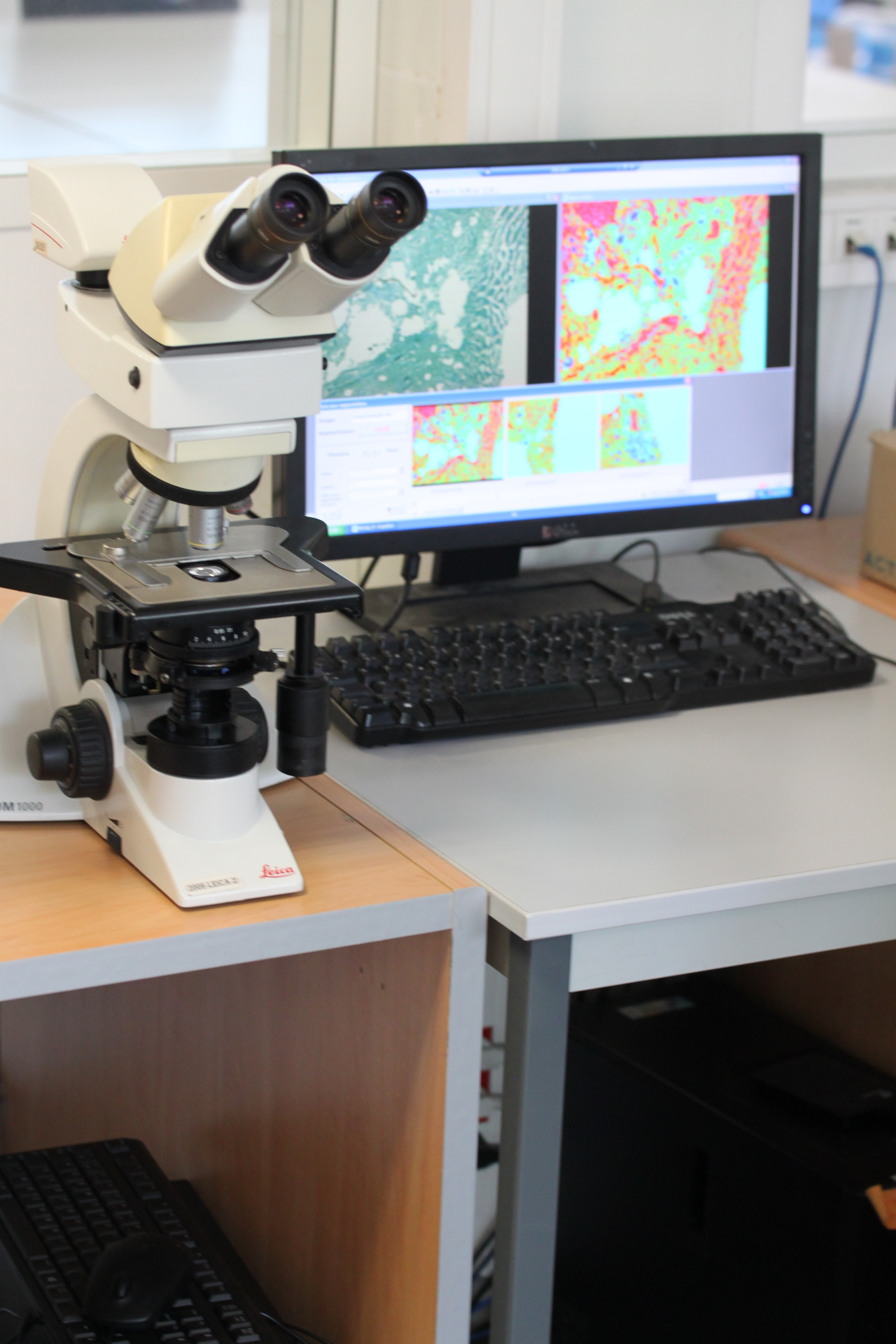
Analyse d'image en histologie.

L'analyse d'image est la reconnaissance des éléments et des informations contenus dans une image. Elle peut être automatisée lorsque l'image est enregistrée sous forme numérique, au moyen d'outils informatiques. Les tâches relevant de l'analyse d'image sont multiples, depuis la lecture de codes-barres, jusqu'à la reconnaissance faciale. L'analyse d'image intervient également dans le domaine de l'art et du graphisme, pour l'interprétation des compositions et signifiants.
Il ne faut pas confondre analyse (décomposition en éléments) et traitement (action sur les composantes) de l'image.

## Analyse d'image informatique
L'utilisation des ordinateurs permet l'automatisation de l'analyse du contenu d'images. On y a recours dans les domaines militaires (repérage de forces armées sur des images de satellites), de la sécurité (reconnaissance faciale), en astronomie (analyse de mouvement de corps célestes), en biologie / médecine (numération de cellules), en biologie moléculaire (analyse de gels d'électrophorèse), dans la vie de tous les jours (reconnaissance de caractères).
Ces logiciels mettent en œuvre des algorithmes tels que la squelettisation, les convolutions, le seuillage, les opérations (addition, soustraction, multiplication, division) d'images, les opérations binaires (et, ou, nor, xor…) d'images… La programmation de ces opérations permet à l'utilisateur d'effectuer rapidement l'analyse d'un grand nombre d'images en fonction de sa problématique.

## Traitement d'image
Depuis quelques années, le traitement d'image informatique analyse les contenus techniques des images numériques en les détaillant et les modifie par les moyens exposés. 

## Analyse d'image, dite aussi analyse d'œuvre
Elle en détaillera intellectuellement les contenus (graphiques ou photographiques, voire filmiques) pour en comprendre les sens évidents ou cachés, les faire connaître, en révélant éventuellement les références culturelles nécessaires. Exemple : l'iconographie, la perspective, etc.
Elle n'est pas seulement dédiée aux œuvres majeures et reconnues « artistiques » mais porte aussi sur le sens d'un logotype, d'une publicité (affiche ou spot).
La sémiotique visuelle a fourni maints concepts à l'analyse d'image.

### Exemples d'analystes d'images
- Daniel Arasse, historien d'art spécialiste de la Renaissance italienne, ses ouvrages font référence.
- Erwin Panofsky, historien d'art ayant détaillé longuement son analyse de la perspective.
- Roberto Longhi, historien d'art italien ayant étudié et publié particulièrement sur le Caravage et sur Piero della Francesca.
- Groupe µ, collectif de sémioticiens ayant produit une théorie du langage de l'image et ayant appliqué le concept de rhétorique à celle-ci.